# Neuquén (argentinska pokrajina)
Pokrajina Neuquén je pokrajina koja se nalazi u središnjem dijelu Argentine. Na sjeveru graniči s pokrajinom Mendoza, na zapadu s Čileom, a na jugu i istoku s pokrajinom Río Negro. Glavni grad pokrajine je grad Neuquén.

## Također pogledajte
- Neuquén

## Vanjske poveznice
- Neuquén (argentinska pokrajina), službene stranice (šp.)